# Santiago Challenger II 2009
Il Santiago Challenger II 2009, noto anche come Copa Petrobras Santiago, è stato un torneo professionistico di tennis maschile giocato sulla terra rossa, che faceva parte dell'ATP Challenger Tour 2009. Si è giocato ad Santiago in Cile dal 19 al 25 ottobre 2009.

## Partecipanti

### Teste di serie
| Nazionalità | Giocatore             | Ranking* | Testa di serie |
| ----------- | --------------------- | -------- | -------------- |
| Argentina   | Juan Ignacio Chela    | 97       | 1              |
| Cile        | Paul Capdeville       | 98       | 2              |
| Spagna      | Santiago Ventura      | 105      | 3              |
| Cile        | Nicolás Massú         | 118      | 4              |
| Spagna      | Rubén Ramírez Hidalgo | 124      | 5              |
| Ecuador     | Nicolás Lapentti      | 125      | 6              |
| Argentina   | Sergio Roitman        | 132      | 7              |
| Argentina   | Sebastián Decoud      | 151      | 8              |

- Ranking al 12 ottobre 2009.

### Altri partecipanti
Giocatori che hanno ricevuto una wild card:
- Guillermo Hormazábal
- Fernando Romboli
- Cristóbal Saavedra-Corvalán
- Mariano Zabaleta

Giocatori passati dalle qualificazioni:
- Diego Cristín
- Adrián García
- Mariano Puerta
- Marco Trungelliti

## Campioni

### Singolare
Eduardo Schwank ha battuto in finale  Nicolás Massú con il punteggio di 6–2, 6–2

### Doppio
Diego Cristín /  Eduardo Schwank hanno battuto in finale  Juan Pablo Brzezicki /  David Marrero con il punteggio di 6–4, 7–5